# Yoel Tapia
Yoel Tapia (Monte Christi, 11 september 1984) is een Dominicaanse sprinter, die is gespecialiseerd in de 400 m. Zijn grootste prestaties leverde hij als estafetteloper.
In 2007 nam Tapia deel aan de wereldkampioenschappen in Osaka. Op de 4 x 400 m estafette werd hij samen met zijn landgenoten Félix Sánchez, Carlos Santa en Arismendy Peguero zevende in een tijd van 3.03,56. Een jaar later won hij op de wereldkampioenschappen indooratletiek 2008 in het Spaanse Valencia op dit onderdeel samen met Arismendy Peguero, Carlos Santa, Pedro Mejia en hijzelf als slotloper een bronzen medaille. In een nieuw nationaal record van 3.07,77 eindigden ze achter de estafetteploegen uit Amerika (goud; 3.06,79) en Jamaica (zilver; 3.07,69).
Op de Olympische Spelen van 2008 in Peking waren ze er opnieuw bij, maar sneuvelde het Dominicaanse team al in de kwalificatieronde. Beter verging het hen in 2009 bij de wereldkampioenschappen in Berlijn. Dit keer haalden de Dominicanen de finale weer wél en daarin eindigden Arismendy Peguero, Yon Soriano, Yoel Tapia en Félix Sánchez op de zesde plaats in 3.02,47.

## Persoonlijke records
Outdoor
| Onderdeel | Prestatie | Datum           | Plaats        |
| --------- | --------- | --------------- | ------------- |
| 200 m     | 20,72 s   | 26 maart 2010   | Santo Domingo |
| 400 m     | 45,76 s   | 30 januari 2010 | La Vega       |

Indoor
| Onderdeel | Prestatie | Datum           | Plaats   |
| --------- | --------- | --------------- | -------- |
| 60 m      | 7,12 s    | 3 februari 2007 | Bergen   |
| 200 m     | 21,76 s   | 30 januari 2007 | Wenen    |
| 400 m     | 46,73 s   | 6 maart 2010    | Valencia |

## Palmares

### 400 m
- 2006: 4e Ibero-Amerikaanse kampioenschappen - 46,48 s

### 4 x 400 m estafette
- 2007: 7e WK - 3.03,56
- 2008:  WK indoor - 3.07,77 (nat. rec.)
- 2009: 6e WK - 3.02,47
- 2010: DQ WK indoor